# Grmovlje
Grmovlje – wieś w Słowenii, w gminie Škocjan. W 2018 roku liczyła 148 mieszkańców.